# MyWay Airlines
MyWay Airlines (en georgiano: მაივეი ეარლაინს) es una aerolínea georgiana con sede en Tbilisi y centro de operaciones en el Aeropuerto Internacional de Tiflis, fundada en 2017.

## Historia
En mayo de 2016, el grupo chino Hualing anunció que establecería una aerolínea internacional con sede en Georgia. La empresa fue fundada en 2017 con el objetivo de ofrecer vuelos entre Asia y Europa. El 3 de abril de 2018, la aerolínea comenzó sus operaciones con un vuelo inaugural entre Tiflis y Teherán.
Desde el 28 de junio de 2018 MyWay Airlines conecta Tiflis con Tel Aviv tres veces por semana. La aerolínea cuenta con planes de expansión para ofrecer vuelos a Moscú, Minsk, Dubái, San Petersburgo, Samara y Beijing (vía Urumqi). MyWay Airlines ordenó dos Boeing 737-800 más para atender estas nuevas rutas.

## Destinos
MyWay Airlines vuela principalmente desde su centro de conexiones en el Aeropuerto Internacional de Tiflis a destinos en Asia y Sudáfrica, Europa del este, incluido el Aeropuerto Internacional Batumi, con conexiones internacionales desde allí a Atenas, Járkov, Kiev y Tel Aviv. Se planean más destinos internacionales.

## Flota

### Flota Actual

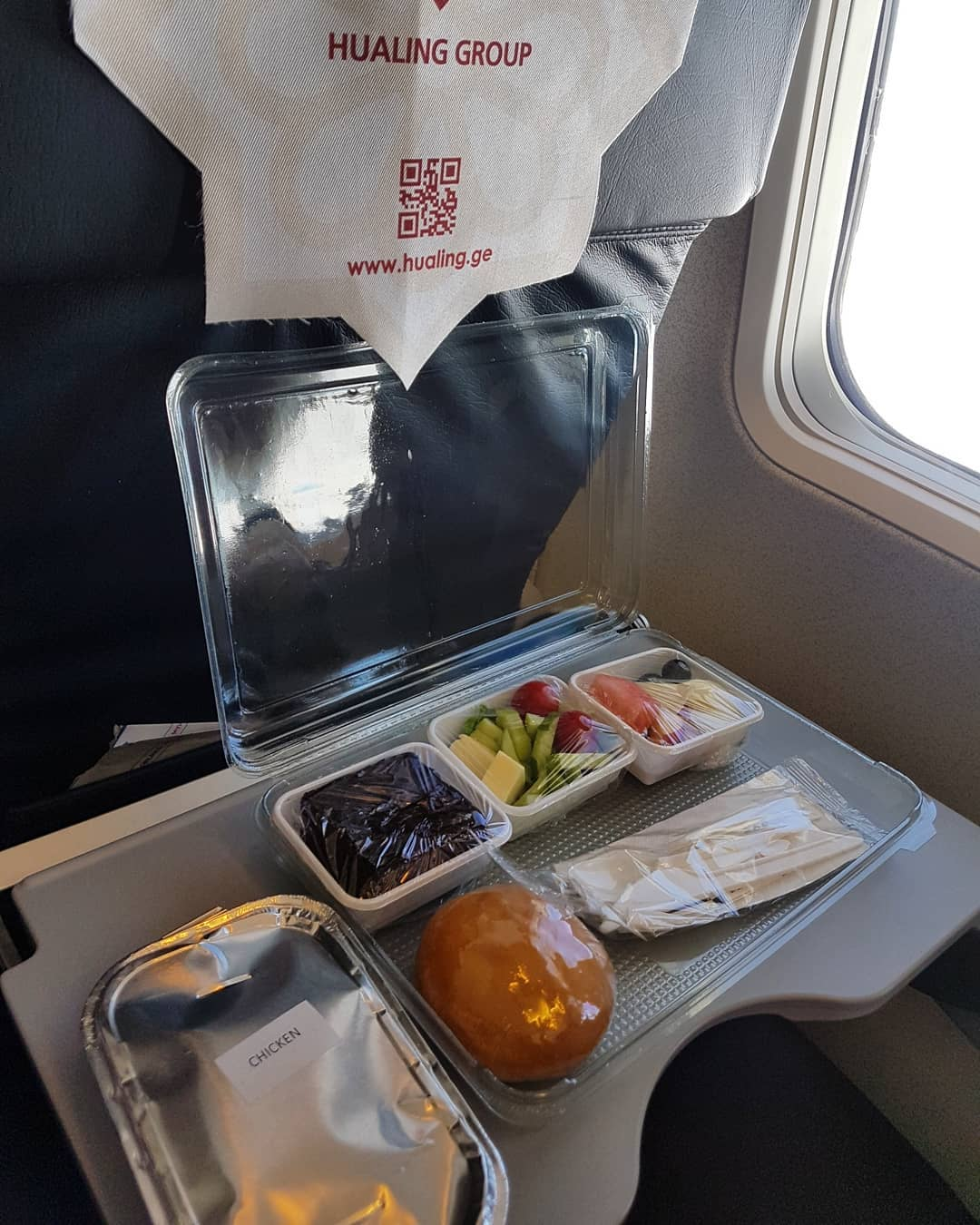
Comida de abordaje en un Boeing 737-800 operado por MyWay Airlines

A agosto de 2022, la flota de MyWay Airlines constaba de dos aviones con una edad promedio de 17.6 años.
| Tipo de aeronave | Número | Orden | Asientos (Clase ejecutiva/Económica ) |
| ---------------- | ------ | ----- | ------------------------------------- |
| Boeing 737-800   | 2      | 2     | 170 (8/162)                           |
| Boeing 737-700F  | 1      | 0     | Cargo                                 |
| total            | 3      | 2     |                                       |